# SRJ 5–6
Die beiden schwedischen Diesellokomotiven SRJ 5–6 wurden 1957 für Stockholm–Roslagens Järnvägar (SRJ) von den Svenska Järnvägsverkstäderna (ASJ) in Falun gebaut.

## Geschichte
Die Schmalspurlokomotiven mit der Spurweite von 891 mm wurden 1957 von Svenska Järnvägsverkstäderna mit den Baunummern 764 und 765 gebaut. Sie wurden auf den Strecken der Stockholm–Roslagens Järnvägar mit den Betriebsnummern 5 und 6 eingesetzt.
Die Achslast betrug 6,9 t. Die Lokomotiven konnten einen Kurvenradius von 90 m durchfahren. Die automatische Bremse arbeitete nach dem System Knorr, ferner war eine Schraubenhandbremse vorhanden.

## SJ T2p
Im Zuge der allgemeinen Eisenbahnverstaatlichung wurde die SJR am 1. Juli 1951 verstaatlicht und am 1. Juli 1959 mit allen ihren ehemaligen Tochtergesellschaften in die staatliche Eisenbahngesellschaft Statens Järnvägar eingegliedert. Dabei wurden die Lokomotiven übernommen und erhielten die Betriebsnummern T2p 3525–3526.
Aufgrund der Schließung anderer Schmalspurbahnen hatte die SJ einen Überschuss an Tp-Lokomotiven. In Roslagen wurden etwa fünf Lokomotiven benötigt, daher wurden die Tp2-Lokomotiven von 1964 bis 1968 an die Dala–Ockelbo–Norrsundets Järnväg (DONJ) verliehen, wo sie Holzzüge beförderten. Beide wurden 1968 abgestellt und 1971 ausgemustert. Die 3525 wurde im gleichen Jahr in Vislanda verschrottet, die 3526 folgte ein Jahr später.